# شهرداری ورانسکو
شهرداری ورانسکو (به لاتین: Municipality of Vransko) یک منطقهٔ مسکونی در اسلوونی است که در اسلوونی واقع شده‌است. شهرداری ورانسکو ۵۳٫۳ کیلومتر مربع مساحت و ۲٬۶۰۹ نفر جمعیت دارد.